# Hans-Peter Berger
Hans-Peter Berger (Salzburgo, Austria, 28 de septiembre de 1981) es un futbolista austríaco. Juega de arquero y su equipo actual es el FC Admira Wacker Mödling de la Bundesliga de Austria. 

## Selección nacional
Ha sido internacional con la Selección de fútbol de Austria Sub-21.

## Clubes
| Club                     | País     | Año       |
| ------------------------ | -------- | --------- |
| Red Bull Salzburg        | Austria  | 1998-1999 |
| WSG Wattens              | Austria  | 1999-2000 |
| CSV Juniors              | Austria  | 2000-2003 |
| LASK Linz                | Austria  | 2003-2004 |
| SV Ried                  | Austria  | 2004-2008 |
| Leixões SC               | Portugal | 2008-2010 |
| FC Admira Wacker Mödling | Austria  | 2010-     |